# Panajot Plaku
Panajot Josif Plaku (ur. 17 marca 1919 we wsi Hoçisht k. Devollu, zm. 14 lipca 1966 w Belgradzie) – albański generał i polityk komunistyczny.

## Życiorys
Był jednym z sześciorga dzieci adwokata Josifa Plaku i Vjollcy. Uczył się w szkole technicznej w Korczy, a następnie w szkole pedagogicznej w Elbasanie, którą ukończył w roku 1939. W tym czasie współpracował z korczańską grupą komunistyczną. W 1942 przyłączył się do ruchu oporu, podobnie jak jego brat Jorgo, który zginął w walce. 12 kwietnia 1942 aresztowany przez włoskie władze okupacyjne za udział w demonstracji patriotycznej. W więzieniu spędził trzy miesiące. 21 lipca 1942 wstąpił do Komunistycznej Partii Albanii. Początkowo pełnił funkcję komisarza jednego z oddziałów partyzanckich, awansując w czasie wojny na stanowisko komisarza dywizji. W latach 1948–1950 studiował w Akademii Sztabu Generalnego im. K. Woroszyłowa w Moskwie. Po powrocie do kraju otrzymał awans na stopień generała i objął dowództwo korpusu. W tym czasie był członkiem Komitetu Centralnego Albańskiej Partii Pracy i deputowanym do Zgromadzenia Ludowego. W 1954 objął stanowisko wiceministra obrony, a w 1956 ministra bez teki. W tym czasie kierował Państwową Komisją Geologiczną.
W 1956, w niejasnych okolicznościach (prawdopodobnie wskutek otrucia) zmarł brat Panajota, Kalo, który pełnił funkcję dyrektora przedsiębiorstwa wydobywczego w Sukthu. W kwietniu 1956 w czasie obrad konferencji Komitetu Okręgowego partii w Tiranie, Plaku należał do inicjatorów wystąpienia przeciwko rządom Envera Hodży. Usunięty ze stanowiska ministra i zagrożony aresztowaniem, 17 maja 1957 uciekł do Jugosławii. Według relacji Serveta Tartariego, pełniącego w tym czasie służbę w Straży Granicznej, przekroczenie dobrze strzeżonej granicy była możliwe dzięki doskonałej znajomości terenu i wiedzy na temat rozstawienia posterunków, którą Plaku posiadał jako minister. W tym samym dniu utracił mandat deputowanego do parlamentu.
W czasie pobytu w Jugosławii używał nazwiska Pljaku. Pierwszy raz wystąpił publicznie w jugosłowiańskich mediach 27 maja 1961, komentując proces admirała Teme Sejko. Oficjalnie zatrudniony w Instytucie Międzynarodowego Ruchu Robotniczego w Belgradzie występował w audycjach radiowych i pisał do czasopisma Borba, gdzie był autorem felietonów pt. Nasilje nad jednom revolucijom, krytykując rządy Envera Hodży w Albanii. Informacje uzyskane od Plaku zostały wykorzystane w serii audycji, przedstawiających dzieje albańskiej partii komunistycznej. Plaku zajmował się także tłumaczeniem albańskich dokumentów partyjnych na język serbski i współpracował z albańskojęzycznym wydawnictwem Rilindja w Prisztinie. Henry Hamm wspomina o planach utworzenia oddziałów partyzanckich złożonych z albańskich ochotników mieszkających w Jugosławii, którymi miał dowodzić gen. Plaku. Planom wyjazdu Plaku do Moskwy miał przeciwstawić się Tito.
Panajot Plaku zmarł na atak serca w hotelu w Belgradzie, w którym mieszkał. Według relacji jego żony Vjollcy padł ofiarą zamachu zorganizowanego przez agentów Sigurimi. W 1984 opublikował wspomnienia, które ukazały się po serbsku, a rok później w języku albańskim.
Był żonaty (żona Vjollca, z którą ożenił się w styczniu 1951), miał troje dzieci (córkę i dwóch synów). W 1957 skierował list do Nikity Chruszczowa z prośbą o pomoc w wydostaniu rodziny z Albanii, ale nie uzyskał odpowiedzi.